# Кизи
Кизѝ (Голямо Кизи) (на руски: Кизи, Большое Кизи) е голямо сладководно езеро в Азиатската част на Русия, Хабаровски край.
С площ от 281 km² е 5-о по големина езеро в Хабаровския край и 43-то по големина в Русия.
Езерото Кизи е разположено в крайната северна, ниска част на планината Сихоте Алин, в близост до десния бряг на река Амур, 6 m н.в. То заема междупланинска котловина простираща се в посока изток-запад с дължина 48 km и ширина до 10 km, максимална дълбочина 4 m, обем около 0,7 km3. Произходът му е свързан ерозионно-акумулативната дейност на реките. Чрез две стеснения се дели на три басейна: Яйски залив на запад, Долно (Голямо) Кизи в средата и Горно (Малко) Кизи на североизток. Ширината в първите два басейна е 7 – 9 km, а в Малко Кизи – 4 km. Площта на водното огледало съществено се изменя през годината и основно зависи от нивото на водата в река Амур.
Водосборният басейн на езерото Кизи е 5100 km2. Основното количество речна вода постъпва чрез река Яй, вливаща се в него от югозапад и няколко по-малки реки. Чрез няколко протока в северозападната част се свързва с река Амур. Най-източната част на езерото Горно (Малко) Кизи се намира само на 8 km от брега на Татарския проток на Японско море, от който го отделя нисък (до 55 m н.в.) участък суша.
Подхранването на езерото е снежно-дъждовно. Има ясно изразено пролетно пълноводие и зимно маловодие. Най-високо ниво се наблюдава през юли и август, а най-ниско – в края на март. Бреговете му са обрасли с гъсти гори. Замръзва в началото на ноември, а се размразява в средата на май. През лятото, поради малката му дълбочина водата се нагрява значително. На северното му крайбрежие са разположени селата Мариински Рейд, Големи Санники и Тулинское, на източния му бряг – село Чилба, а на югоизточния – село Кизи.
Езерото е открито през май 1852 г. от лейтенант Николай Бошняк, участник в Руската правителствена експедиция възглавявана от морския капитан Генадий Невелски. Бошняк му извършва първото описание и грубо картиране, а през 1860 г. немският ботаник на руска служба Фьодор Шмид извършва първото му физикогеографско изследване и топографско картиране.